# Lafraise.com
laFraise.com était une startup française qui a été créée par l'entrepreneur français Patrice Cassard en novembre 2003 et revendue en juillet 2006 au groupe allemand Spreadshirt. Elle est fermée depuis le 15 juillet 2014. Consacrée à la vente en ligne de tee-shirts personnalisés, elle est fortement inspirée par le site américain Threadless.com. Fonctionnant en interaction avec les membres d'une communauté, laFraise.com peut être rattachée au Web 2.0.

## Principe de fonctionnement
Interrogé dans la presse en 2006, John Davison du cabinet Gartner estime que, malgré sa petite taille, laFraise.com illustre une nouvelle tendance du commerce de détail, l'implication directe du client dans la création du produit. (« laFraise is a small company, but it clearly shows the trend in retailing toward directly involving the customer in creating products. ») Suivant le modèle du site Threadless.com, les internautes votent afin de choisir les dessins qui seront imprimés sur les tee-shirts vendus par laFraise.com. Une galerie est mise en place par Patrice Cassard afin que les visiteurs proposent leurs propres visuels. Le site attire les graphistes indépendants et enregistre jusqu'à 15 000 votes par mois. Le créateur dont l'illustration est retenue reçoit 1 000 euros contre la cession des droits d'utilisation temporaire de son œuvre. Les tee-shirts sont imprimés à 500 exemplaires et le phénomène de relative rareté entretient l'engouement. Patrice Cassard met en place un blog pour raconter le développement de son entreprise. Celui-ci donne un visage humain à la boutique et permet à la communauté de s'exprimer via les commentaires.

## Développement de la société
laFraise.com est lancé en novembre 2003 par le webdesigner Patrice Cassard, ancien employé d'Ubisoft. Alors au chômage, il quitte Paris pour s'installer à Saint-Étienne et décide de créer sa propre entreprise. Il vise d'abord un public geek (férus d'informatique et de jeux vidéo), mais s'oriente progressivement vers le grand public. Cassard développe son site sans investisseurs en capital risque, et sans avoir recours à la publicité payante (traditionnelle ou internet). Il fait fonctionner le bouche à oreille dans la blogosphère mais aussi dans la presse. Le site est régulièrement cité en exemple par la presse généraliste française dans les articles consacrés à l'entrepreneuriat sur le web. En 2005, laFraise.com est désigné comme l'un des blogs clé de la blogosphère française par le magazine américain BusinessWeek.
L'audience du site croît régulièrement depuis sa création. En mars 2006, il est fréquenté chaque jour par 16 000 visiteurs uniques. La société reçoit un prix dans la catégorie Petites entreprises lors des Clics d'Or 2006, qui récompensent les éditeurs de contenu et de services en ligne.
En mars 2004, la boutique en ligne réalise un chiffre d'affaires mensuel de 8 000 euros. Il atteint 48 000 euros en juillet 2005, et 100 000 euros en mars 2006. En juillet, laFraise.com est racheté par l'entreprise allemande Spreadshirt, fonctionnant de façon similaire, alors que le chiffre d'affaires du mois de juin atteint 220 000 euros, pour environ 9 000 tee-shirts vendus (1 350 000 euros sur une année glissante, pour 60 430 tee-shirts). Début 2007, le site s'étend à d'autres pays européens : Angleterre, Allemagne, Norvège et Finlande.
En Août 2011, la boutique en ligne lance laFraise unLimited. laFraise unLimited est le nouveau projet d'impression sur demande. laFraise réimprime d'anciens visuels (dont les auteurs ont donné leur autorisation pour une nouvelle impression) et cette fois, plus de soucis de disponibilité de tailles puisque les impressions sont illimitées. De plus une taille supplémentaire, le 3XL est apparue en boutique sur tous les tee shirts de la gamme unLimited. En Novembre, un vieux rêve devient réalité avec laFraise enfants. Des tee shirts et des sweat shirts à partir de 6/8 ans pour les tee shirts et à partir de 5/6 ans pour les sweat shirts. Avec la gamme enfant, laFraise a décidé de relancer la production de sweat shirts pour adultes sur le même principe de fonctionnement que les tee shirts laFraise unLimited.
Le jeudi 5 juin 2014, Michael Johannes, le directeur de laFraise.com depuis avril 2012, annonce sur le blog de laFraise sa fermeture au mardi 1er juillet 2014. La raison de cette fermeture, annoncée sur la page d'accueil du site, est une baisse du chiffre d'affaires malgré une tentative de relance en 2013, mais les explications sont sans doute multiples.

## Partenariats
En avril 2005, la marque Celio lance le Tremplin des créateurs,, qui lui permet de choisir deux visuels par trimestre pour les distribuer sous la double marque Celio / laFraise. laFraise.com n'est pas intéressé sur la vente de ces tee-shirts mais sert uniquement d'intermédiaire entre Celio et les graphistes.
laFraise.com a organisé plusieurs concours en partenariat avec Microsoft. En mai 2005, à l'occasion du lancement de la Xbox 360, le site reçoit plus de 150 illustrations sur le thème de la console et 4 tee-shirts sont produits en édition limitée. En septembre 2007, un nouveau concours est organisé pour fêter le lancement du jeu vidéo Halo 3. laFraise.com met également en place des partenariats avec Handicap International ou encore Ubisoft. Ainsi, en juillet 2008, le site organise un concours sur le thème du jeu vidéo Space Invaders.